# Eriauchenius griswoldi
Eriauchenius griswoldi là một loài nhện trong họ Archaeidae. Loài này phân bố ở Madagascar.